# Сальников, Павел Юрьевич
Павел Юрьевич Сальников — российский рэндзист, чемпион России 1995 и 2002 года, двукратный победитель командного чемпионата мира в составе сборной России (2000, 2002).

## Биография
Карьеру рэндзиста начал в 1983 в Ленинграде. В 1995 завоевал золото на открытом чемпионате России по рэндзю, заняв второе место после гражданина Узбекистана Николая Михайлова, в 2002 снова стал чемпионом России. Участвовал во всех финальных турнирах чемпионатов России с 1992 по 2022. Трижды участвовал в финальной стадии чемпионата мира, в 1995 (8 место), в 2013 (12 место) и в 2015 (10 место).

## Сёги
Является одним из первых сёгистов в России. Имеет 2-й кю ФЕСА. В 2006 году завоевал II место на Рождественском турнире по сёги в Санкт-Петербурге. В 2005—2006 году занимал 4-е место в российском ФЕСА-листе.